# بویس باد
بویس باد (انگلیسی: Boyce Budd؛ زادهٔ ۴ ژانویه ۱۹۳۹) قایقران روئینگ اهل ایالات متحده آمریکا بود.
وی در مسابقات کشوری و بین‌المللی در مجموع برندهٔ ۱ مدال طلا، ۱ مدال برنز شده‌است.